# Ste. Amélie (Manitoba)
Pour les articles homonymes, voir Sainte Amélie.
Ste-Amélie est un village du Manitoba située dans la municipalité rurale bilingue de Sainte Rose dans la province du Manitoba. La communauté franco-manitobaine de Ste-Amélie est en grande partie composée d'émigrants belges.

## Histoire
La ville de Ste-Amélie a été fondée par l'installation de nombreux colons venus de la Belgique. Le petit village s'est développé avec l'arrivée d'autres colons belges à la fin du XIXe siècle. Vers 1890, les colons belges donnèrent le nom de Sainte-Amélie en l'honneur d'Amélie ou Amalberge de Maubeuge, sainte vénérée en Belgique. La communauté belge de Sainte-Amélie a toujours dominée la vie culturelle et sportive de Ste-Amélie.

## Géographie
La ville de Sainte-Amélie est située à une quinzaine de kilomètres au Sud-Est de la municipalité de Sainte-Rose du Lac.  

## Éducation
Le village de Ste-Amélie n'a plus d'école depuis les années 1960. Ste-Amélie travaille en étroite collaboration avec les services éducatifs de la Division Scolaire Franco-Manitobaine et l'école Jours de Plaine accueille les élèves francophones de l'ensemble de la communauté rurale de Sainte-Rose.